# Florian Pötz
Florian Pötz (* 11. Februar 1991 in Fürstenfeld) ist ein österreichischer Schachspieler.

## Leben
Florian Pötz erlernte das Schachspielen im Alter von zehn Jahren. Seit Oktober 2011 studiert er an der Technischen Universität Graz Technische Mathematik.

## Erfolge
2007 gewann er in Bad Ischl die österreichische U16-Staatsmeisterschaft. Er trägt seit Oktober 2011 als zu dem Zeitpunkt jüngster Österreicher den Titel Internationaler Meister. Die Normen hierfür erzielte er alle in österreichischen Ligen der Saison 2010/11, und zwar der Landesliga Niederösterreich, der österreichischen 2. Bundesliga Ost sowie der Landesliga Steiermark. Beim Schachfestival Graz 2011 erzielte er eine weitere IM-Norm, die er jedoch nicht mehr für den Titel benötigte.
Vereinsschach spielte er in Österreich bis zur Saison 2003/04 für den TSV Hartberg, seitdem für den SK Fürstenfeld, mit dem er in den Saisons 2005/06, 2009/10 und von 2011 bis 2013 in der 1. Bundesliga spielte. Beim SK Fürstenfeld ist er auch Schriftführer. Seit 2014 bilden der SK Fürstenfeld und der TSV Hartberg eine Spielgemeinschaft, für die Pötz antritt, unter anderem in der Saison 2019/20 in der 1. Bundesliga. In Ungarn spielte er für Alsószölnöki STE.
Seine Elo-Zahl beträgt 2390 (Stand: Februar 2025), seine bisher höchste war 2431 im Dezember 2013 und April 2014.